# Блу Дајмонд (Невада)
Блу Дајмонд (енгл. Blue Diamond) насељено је место без административног статуса у америчкој савезној држави Невада.

## Демографија
По попису из 2010. године број становника је 290, што је 8 (2,8%) становника више него 2000. године.
| Група             | 2000.       | 2010.       |
| Белци             | 262 (92,9%) | 251 (86,6%) |
| Афроамериканци    | 0 (0,0%)    | 1 (0,3%)    |
| Азијати           | 4 (1,4%)    | 6 (2,1%)    |
| Хиспаноамериканци | 4 (1,4%)    | 14 (4,8%)   |
| Укупно            | 282         | 290         |